# Фрідріх фон Шольц
Бойє Фрідріх Ніколас фон Шольц (нім. Boje Friedrich Nikolaus von Scholtz; 24 березня 1851, Фленсбург, Герцогство Шлезвіг — 30 квітня 1927, Балленштедт, Веймарська республіка) — німецький воєначальник, генерал артилерії. Кавалер ордена Pour le Mérite.

## Біографія
В 1870 році вступив в Прусську армію. Учасник Франко-прусської війни. В 1872 році закінчив Військову школу в Потсдамі, в 1876 році —Об'єднану артилерійську школу, в 1881 році — Військову академію. В 1886/93 роках служив у Великому Генштабі. В 1893/96 роках у званні майора був начальником штабу 14-го армійського корпусу. В 189/99 роках служив в артилерійських частинах у Східній Пруссії. В 1899-1903 роках — начальник штабу 18-го армійського корпусу. В 1903/06 роках — командир 25-ї артилерійської бригади. В 1906/08 роках — інтендант Генерального штабу. В 1908/12 роках — командир 21-ї піхотної дивізії, з 1912 року — 20-го армійського корпусу.
З початком Першої світової війни корпус Шольца увійшов у складі 8-ї армії брав участь в обороні Східної Пруссії від російських військ Самсонова і Ренненкампфа. Відзначився під час битви під Танненбергом у серпні-вересні 1914 року. З травня 1915 року — заступник командувача 8-ї армії. З жовтня 1915 по січень 1917 року — командувач оперативної групи «Шольц» в районі Дюнабургу., в січні-квітні 1917 року — 8-ї армії на Східному фронті, з 22 квітня 1917 року — групи армій «Шольц» на Салоніцькому фронті. У вересні 1918 року група армій Шольца (11-та німецька і 1-ша болгарська армії) була розгромлена союзниками.
Після завершення війни Шольц вийшов у відставку. Жив у Балленштедті, де й помер в 1927 році.

## Звання
- Лейтенант (1872)
- Оберст (1901)
- Генерал-майор (1905)
- Генерал-лейтенант (1908)
- Генерал артилерії (1912)

## Нагороди
- Хрест «За вислугу років» (Пруссія)
- Столітня медаль
- Орден Червоного орла 1-го класу з дубовим листям
- Орден Корони 1-го класу
- Залізний хрест 2-го і 1-го класу
- Pour le Mérite (3 вересня 1915)
- Почесний доктор Єнського університету (29 липня 1918)

## Вшанування пам'яті
На честь Шольца названі казарми в Ноймюнстері.